# Beppo Brem
Josef „Beppo“ Brem, fälschlich auch Brehm geschrieben (* 11. März 1906 in München; † 5. September 1990 ebenda), war ein deutscher Schauspieler, der insbesondere durch seine Präsenz als bayerischer Volksschauspieler bekannt wurde. Obwohl er lange Zeit als „Bayerisches Urviech“ und Vorzeige-Dorfdepp in unzähligen Klamauk-Filmen besetzt war, konnte er sich doch im Laufe der Jahrzehnte den Ruf eines ernstzunehmenden Schauspielers erarbeiten.

## Leben

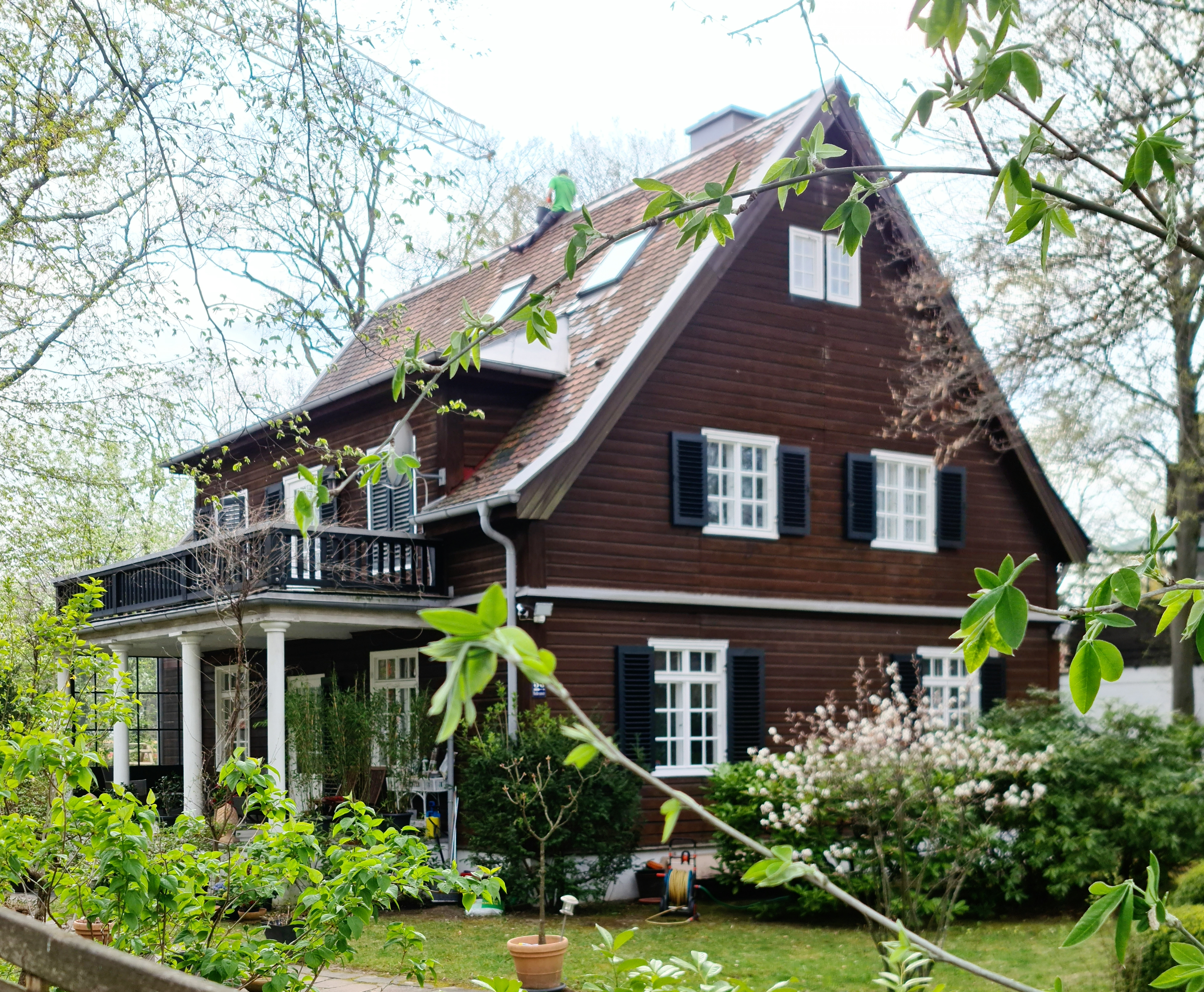
Wohnsitz des Schauspielers Beppo Brem von 1941 bis 1951 in der Hofbrunnstraße 53 in München-Solln (2012)

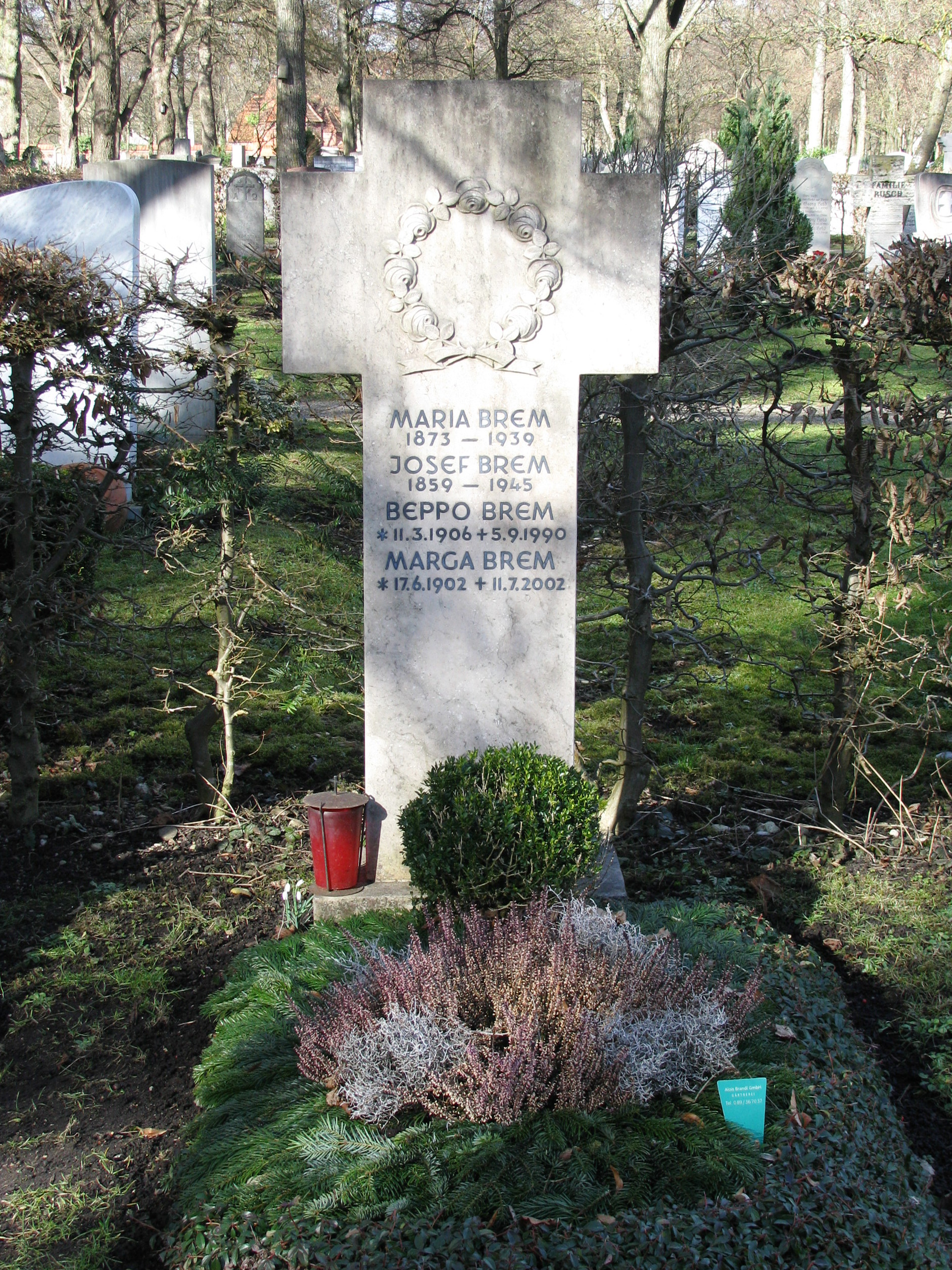
Grab von Beppo Brem auf dem Münchner Nordfriedhof (2021)

Beppo Brem war der Sohn des Maurers und Brauers Josef Brem und seiner Frau Maria Brem. Er wuchs im Münchner Stadtteil Schwabing auf, wo er auch die Schule besuchte. Brem absolvierte eine Schreinerlehre und entdeckte seinen Hang zum Theater als Bühnenschreiner bei den Münchner Kammerspielen. Nach ersten Statistenrollen begann er 1925 mit dem Schauspielunterricht und bekam 1927 ein erstes Engagement an der Bauernbühne von Bad Reichenhall. Es folgten Gastspiele in Regensburg, Ulm, Berlin und München, wo er in Stücken wie Don Karlos und Carl Zuckmayers Schinderhannes auftrat.
Im Jahr 1932 heiratete er die ehemalige Soubrette Marga Wening (1902–2002), mit der er bis zu seinem Tod verheiratet war. Aus der Ehe ging die Tochter Ingeborg hervor.

## Karriere

### Kinoschauspieler
Mit 24 Jahren erhielt er erste Angebote im noch jungen Tonfilm. Dort wurde er schnell in die Rolle des grobschlächtigen Bauernlümmels gedrängt. Oft waren die Filme, in denen er mitwirkte, von komödiantischer Art und fragwürdigem Anspruch. Die bekanntesten Streifen, in denen er bis 1944 zu sehen war, sind Das sündige Dorf (1940), Quax, der Bruchpilot (1941), Kohlhiesels Töchter (1943) und Die falsche Braut (1944). Auch in NS-Propagandafilmen wirkte er mit, z. B. Unternehmen Michael (1937), Stoßtrupp 1917 (1934), Stukas (1941) oder Venus vor Gericht (1941). Brem stand 1944 in der Gottbegnadeten-Liste des Reichsministeriums für Volksaufklärung und Propaganda
In den 1950er-Jahren baute Brem seine Filmarbeit weiter aus. Er spielte mit Stars wie Heinz Rühmann, Hans Moser, Johannes Heesters, Hans Albers, Heinz Erhardt, Peter Alexander und Theo Lingen, war in Heimatfilmen, Verwechslungskomödien und Musik- und Militärklamotten zu sehen. Häufig trat er in den Filmen seines Freundes Joe Stöckel auf. Sowohl das Genre als auch der Typ, den er verkörperte, änderten sich kaum. Nur selten spielte er einen ernsthaften Charakter, Ausnahmen sind die Streifen Fanfaren der Liebe (1951) und Des Teufels General (1955) von Helmut Käutner mit Curd Jürgens.
In den 1960er-Jahren waren es mehrere Folgen von Ludwig Thomas erfolgreich verfilmten Lausbubengeschichten, die ihn wieder als Komödianten zeigten. Als die Bedeutung der Heimat- und Musikfilme nachließ, wirkte der Schauspieler auch in einigen deutschen Sexfilmen der 1970er Jahre mit, was seinem Ansehen keinen Abbruch tat.

### Fernsehschauspieler
Im Fernsehen hatte er 1965 bis 1970 und 1978 bis 1982 großen Erfolg mit der insgesamt 112-teiligen Serie Die seltsamen Methoden des Franz Josef Wanninger an der Seite von Maxl Graf und Fritz Straßner. Hier spielte er einen listigen Kriminalinspektor, der seine Fälle unkonventionell löst, indem er unter falscher Identität in undurchsichtige Milieus eindringt und kriminelle Machenschaften aufdeckt.
Zusammen mit Liesl Karlstadt spielte er 1956 im ersten Fernseh-Werbespot, den die ARD am 3. November 1956 sendete.Korr

### Bühnenschauspieler
Beppo Brem war auch immer wieder auf den Münchner Theaterbühnen zu sehen, unter anderen in der Kleinen Komödie am Max II, am Bayerischen Staatsschauspiel und im Theater an der Brienner Straße. Dort spielte er auch ernsthaftere Rollen in Volksstücken, so wiederholt in Werken von Ludwig Thoma und in Der Brandner Kaspar schaut ins Paradies von Joseph Maria Lutz. Zeitweise war er auch Mitglied des Ensembles des Chiemgauer Volkstheaters.

## Späte Jahre
Ein Glanzlicht im Spätwerk des Schauspielers war die Verkörperung des Hausmeisters in der Komödie Hexenschuß von 1987 mit Helmut Fischer. Seine letzten Auftritte hatte er in dem Stück Der verkaufte Großvater, in der Fernsehserie Heidi und Erni und als ausgedienter Straßenbahnfahrer in dem melancholischen Drama Auf dem Abstellgleis (1989) mit Erni Singerl und Toni Berger, ein Geschenk des Bayerischen Rundfunks an einen seiner bedeutendsten Mimen. Er wohnte zuletzt im oberbayerischen Buchenhain. Kurz nach dem Ende der Dreharbeiten starb Beppo Brem in einem Münchner Krankenhaus an Lungenkrebs und wurde auf dem Nordfriedhof in München beigesetzt.

## Auszeichnungen
- 1970: Bayerischer Verdienstorden
- 1970: Bronzener Bambi für Die seltsamen Methoden des Franz Josef Wanninger
- 1981: Medaille „München leuchtet den Freunden Münchens“ der Stadt München in Gold
- 1983: Verdienstkreuz 1. Klasse des Verdienstordens der Bundesrepublik Deutschland

## Filmografie

### Kino
- 1932: Die verkaufte Braut
- 1933: Muß man sich gleich scheiden lassen?
- 1933: Stoßtrupp 1917
- 1933: Der Tunnel
- 1934: Der junge Baron Neuhaus
- 1934: Die Mühle im Schwarzwald
- 1934: Um das Menschenrecht
- 1935: Knock out
- 1935: Ehestreik
- 1935: Die Heilige und ihr Narr
- 1936: Standschütze Bruggler
- 1936: Die Drei um Christine
- 1936: Die letzten Vier von Santa Cruz
- 1936: Weiberregiment
- 1936: Donogoo Tonka, die geheimnisvolle Stadt
- 1937: IA in Oberbayern
- 1937: Unternehmen Michael
- 1937: Meiseken
- 1937: Spiel auf der Tenne
- 1938: Urlaub auf Ehrenwort
- 1938: Frau Sixta
- 1938: Die Pfingstorgel
- 1939: Wasser für Canitoga
- 1940: Feinde
- 1940: Beates Flitterwoche
- 1940: Das sündige Dorf
- 1941: Spähtrupp Hallgarten
- 1941: Über alles in der Welt
- 1941: Stukas
- 1941: Der scheinheilige Florian
- 1941: Quax, der Bruchpilot
- 1943: Großstadtmelodie
- 1943: Wildvogel
- 1943: Kohlhiesels Töchter
- 1943/47: Quax in Afrika
- 1944/48: Im Tempel der Venus
- 1944/49: Münchnerinnen
- 1944/49: Dreimal Komödie
- 1949: Nach Regen scheint Sonne
- 1949: Die drei Dorfheiligen
- 1949: Heimliches Rendezvous
- 1950: Königskinder
- 1950: Alles für die Firma
- 1950: Zwei in einem Anzug
- 1950: Der Theodor im Fußballtor
- 1950: Sensation im Savoy
- 1950: Aufruhr im Paradies
- 1950: Die Nacht ohne Sünde
- 1950: Die fidele Tankstelle
- 1951: Tanz ins Glück
- 1951: Fanfaren der Liebe
- 1951: Heimat, Deine Sterne
- 1951: 3 “Kavaliere”
- 1952: Mönche, Mädchen und Panduren
- 1952: Wenn abends die Heide träumt
- 1952: Einmal am Rhein
- 1952: Drei Tage Angst
- 1952: Zwei Menschen
- 1953: Keine Angst vor großen Tieren
- 1953: Maria Johanna
- 1953: Ehestreik
- 1954: Ein Haus voll Liebe
- 1954: Keine Angst vor Schwiegermüttern
- 1954: Das sündige Dorf
- 1954: Hochzeitsglocken
- 1955: Der Fischer vom Heiligensee
- 1955: Unternehmen Schlafsack
- 1955: Des Teufels General
- 1955: Das Forsthaus in Tirol
- 1955: Eine Frau genügt nicht?
- 1955: Sonnenschein und Wolkenbruch
- 1955: Oh – diese „lieben“ Verwandten
- 1956: Zärtliches Geheimnis
- 1956: Auf Wiedersehn am Bodensee
- 1956: Manöverball
- 1956: IA in Oberbayern
- 1956: II-A in Berlin
- 1956: Pulverschnee nach Übersee
- 1956: Waldwinter
- 1956: Zwei Bayern in St. Pauli
- 1956: Nichts als Ärger mit der Liebe
- 1956: Die gestohlene Hose
- 1956: Die fröhliche Wallfahrt
- 1956: Der Jäger vom Roteck
- 1957: Der Etappenhase
- 1957: Zwei Matrosen auf der Alm
- 1957: Zwei Bayern im Urwald
- 1957: Zwei Bayern im Harem
- 1957: Der Bauerndoktor von Bayrischzell
- 1957: Die fidelen Detektive
- 1958: Der Sündenbock von Spatzenhausen
- 1958: Die Landärztin
- 1958: Meine 99 Bräute
- 1958: Heiratskandidaten
- 1958: Mein Schatz ist aus Tirol
- 1959: Gangsterjagd in Lederhosen
- 1959: Alle lieben Peter
- 1959: Der Haustyrann
- 1959: Bei der blonden Kathrein
- 1959: Kein Mann zum Heiraten
- 1960: Agatha, laß das Morden sein!
- 1961: Drei weiße Birken
- 1961: Der Hochtourist
- 1961: Am Sonntag will mein Süßer mit mir segeln gehn
- 1961: Saison in Salzburg
- 1961: So liebt und küßt man in Tirol
- 1962: Der verkaufte Großvater
- 1962: Verrückt und zugenäht
- 1962: Wilde Wasser
- 1962: Der Pastor mit der Jazztrompete
- 1962: Die Post geht ab
- 1962: Zwei Bayern in Bonn
- 1963: Allotria in Zell am See
- 1963: Heimweh nach St. Pauli
- 1964: Die lustigen Weiber von Tirol
- 1964: Tonio Kröger
- 1964: Lausbubengeschichten
- 1965: Tante Frieda – Neue Lausbubengeschichten
- 1966: Das sündige Dorf
- 1966: Onkel Filser – Allerneueste Lausbubengeschichten
- 1967: Wenn Ludwig ins Manöver zieht
- 1967: Da lacht Tirol
- 1968: Otto ist auf Frauen scharf
- 1969: Das Go-Go-Girl vom Blow-Up
- 1969: Pudelnackt in Oberbayern
- 1970: Hurra, ein toller Onkel wird Papa
- 1971: Das haut den stärksten Zwilling um
- 1971: Mein Vater, der Affe und ich
- 1971: Verliebte Ferien in Tirol
- 1971: Hilfe, die Verwandten kommen
- 1972: Mensch ärgere dich nicht
- 1973: Oh Jonathan – oh Jonathan!
- 1974: Der Jäger von Fall
- 1977: Die Jugendstreiche des Knaben Karl
- 1983: Die unglaublichen Abenteuer des Guru Jakob

### Fernsehen

#### Fernsehfilme (Auswahl)
- 1971: Olympia – Olympia
- 1974: Josef Filser
- 1985: Wenn der Hahn kräht
- 1985: Chiemgauer Volkstheater: Thomas auf der Himmelsleiter
- 1987: Der G’wissenswurm
- 1987: Hexenschuß
- 1988: Einfaches Leben
- 1988: Chiemgauer Volkstheater: Der verkaufte Großvater
- 1989: Auf dem Abstellgleis

#### Fernsehserien (Auswahl)
- 1964: Gewagtes Spiel – Folge: Und alles um eine Kuh
- 1965–1970: Die seltsamen Methoden des Franz Josef Wanninger
- 1970–1971: Königlich Bayerisches Amtsgericht – drei Folgen
- 1970–1985: Der Komödienstadel – sieben Folgen
  - 1970: Alles für die Katz
  - 1970: Der Ehrengast
  - 1972: Josef Filser
  - 1977: Graf Schorschi
  - 1978: Der ledige Hof
  - 1981: Spätlese
  - 1985: Wenn der Hahn kräht
- 1972: Rabe, Pilz und dreizehn Stühle
- 1977–1985: Polizeiinspektion 1 – sechs Folgen
- 1978–1982: Die unsterblichen Methoden des Franz Josef Wanninger
- 1984: Lach mal wieder
- 1984: Heiße Wickel, kalte Güsse
- 1990: Heidi und Erni